# Walerian Podlewski
Walerian Podlewski (Podleski) herbu Bogoria (ur. 27 listopada 1809 w Trójcy, zm. 23 września 1885 we Lwowie) – ziemianin, powstaniec listopadowy, polityk demokratyczny, poseł na Sejm w Kromieryżu i do Sejmu Krajowego Galicji.

## Życiorys
Otrzymał wykształcenie domowe po czym ukończył gimnazjum jezuickie w Tarnopolu i liceum w Czerniowcach. Studiował prawo we Lwowie (1829-1831). Po wybuchu powstania listopadowego, w maju 1831 wraz z braćmi wstąpił do 2go pułku ułanów. Za zasługi w bitwie pod Międzyrzeczem otrzymał stopień porucznika i order Virtuti militari. Do Galicji powrócił wraz z korpusem gen. Girolamo Ramorino.
Ziemianin, właściciel Chomiakówki, Romaszówki, Białego Potoku oraz Kosowa w powiecie czortkowskim. Na stałe mieszkał w Chomiakówce, gdzie posiadał okazały pałac i ufundował kapelanię. Członek i działacz Galicyjskiego Towarzystwa Gospodarskiego, członek jego Komitetu (28 czerwca 1870 - 14 czerwca 1882). Zastępca dyrektora we Lwowie i prezes Wydziału Okręgowego w Czortkowie (1861-1885) Galicyjskiego Towarzystwa Kredytowego Ziemskiego. Członek Rady Nadzorczej Towarzystwa Wzajemnych Ubezpieczeń w Krakowie (1872-1875). Był prezesem Towarzystwa Ludowego Oświaty i Pracy, od 1882 Towarzystwa Kółek Rolniczych (1878-1882). Był także kuratorem (1874-1876) i prezesem (1876-1885) Towarzystwa Ogrodniczo-Sadowniczego we Lwowie.
Członek Stanów Galicyjskich (1844-1848). Aktywny politycznie w okresie Wiosny Ludów. Prezes Rady Narodowej w Czortkowie. Poseł do Sejmu Konstytucyjnego w Wiedniu i Kromieryżu (10 lipca 1848 – 7 marca 1849), wybrany 19 czerwca 1848 w galicyjskim okręgu wyborczym Kossów. W parlamencie należał do „Stowarzyszenia” skupiającego demokratycznych posłów polskich, mimo że z przekonań był centrystą. Podczas debat sejmowych opowiadał się za indemnizacją szlachty i zniesieniem pańszczyzny, krytykował politykę władz austriackich w sprawie chłopskiej oraz walczył o utrzymanie swobód obywatelskich w Galicji. 
W latach 50. XIX wieku był członkiem komisji dla opracowania projektu ustawy gminnej powołanej przez ówczesnego namiestnika Agenora Gołuchowskiego. Po wybuchu powstania styczniowego był członkiem organizacji narodowej w Czortkowskiem (1863) za co był aresztowany i więziony przez władze austriackie. 
Poseł do Sejmu Krajowego Galicji II, III, IV i V kadencji (1867–1885), wybierany w I kurii (większej własności) z okręgu czortkowskiego. W Sejmie pracował w komisjach zajmujących się sprawami ekonomicznymi i organizacyjno-prawnymi. Występował na plenum w sprawach drogowych i budżetowych. Zastępca członka (1869-1875) i członek (1876-1885) Wydziału Krajowego we Lwowie. Był także członkiem Rady Powiatu (1868-1885) i marszałkiem Wydziału Powiatowego (1869-1885) w Czortkowie. Kazimierz Chłędowski tak go scharakteryzował: powszechnie znaną postacią w Galicji wschodniej był p. Walerian Podlewski, członek Wydziału Krajowego, przewodniczący rozmaitych patriotycznych i niepatriotycznych stowarzyszeń i instytucji, nie mogący przejść od hotelu George'a do Hotelu Europejskiego, aby nie wyciągnąć kilkanaście razy na liczne powitania swej prawicy. Pan Walerian nosił się także po polsku, ale nie "a la pompe funebre", nie jak Dzieduszycki, ale na wesoło. Konfederatkę miał wysoką z czerwonego aksamitu, żupan z jakiejś krzyczącej materii, kontusz granatowy, a do strojnego ubrania nawet czerwone lub żółte buty. Pan Walerian lubił popularność na gruncie powstańczo-patriotycznym i gdyby nie był ciasną głową, byłby był robił konkurencję księciu Adamowi Sapieże. Stał na czele towarzystwa weteranów powstańczych z roku jeszcze 1831 i zawsze był bardzo zajęty, mając bez liku posiedzeń, z których prawie żadne nie przynosiło dochodu. Później stał się praktycznym człowiekiem i starał się o takie posady, które więcej na pensję, aniżeli na honor były obliczone. 
Czynny w organizacjach patriotycznych i kombatanckich. Współzałożyciel i prezes (1871-1883) Towarzystwa Opieki Narodowej oraz prezes Stowarzyszenia Weteranów 1831 roku. Jeden z organizatorów obchodów 50 rocznicy powstania listopadowego. Członek Komitetu Pomocy dla duchownych unickich wygnanych z zaboru rosyjskiego. Opiekun Zakładu Głuchych we Lwowie.
Zwłoki ze Lwowa przewieziono do Chomiakówki, gdzie został pochowany w grobowcu rodzinnym.
Ogłosił wspomnienia: Diariusz z czasów wojny narodowej z Moskwą w r. 1831, w: "Zbiór pamiętników do historii powstania polskiego z roku 1830-1831", Lwów 1882.

## Rodzina i życie prywatne
Pochodził z rodziny ziemiańskiej. Syn członka Rządu Tymczasowego w Galicji (1809) – Wincentego i Gertrudy z Zawadzkich. Miał braci: Aleksandra (1815-1860) i Seweryna. Dwukrotnie żonaty: 1) z Antoniną z Chrzanowskich, z którą miał syna Józefa (ur. 1845) i córkę Marcelinę (1841-1878), żonę Józefa Pieńczykowskiego; 2) z Wandą z Duninów-Kozickich (zm. w 1881), z którą miał syna Karola i córkę Jadwigę

## Odznaczony
W 1859 roku Orderem Korony Żelaznej III klasy przez cesarza, a papież Pius IX przyznał mu za ufundowanie kościoła w Chomiakówce Krzyż Komandorski Orderu Świętego Grzegorza Wielkiego.